# Siemienicha (obwód kostromski)
Siemienicha (ros. Семениха) – wieś (dieriewnia) w Rosji, w obwodzie kostromskim, w rejonie szarjińskim. W 2010 liczyła 19 mieszkańców.